# Zuehl
Zuehl és una concentració de població designada pel cens dels Estats Units a l'estat de Texas. Segons el cens del 2000 tenia 346 habitants.

## Demografia
Segons el cens del 2000, Zuehl tenia 346 habitants, 128 habitatges, i 103 famílies. La densitat de població era de 18,8 habitants per km².
Dels 128 habitatges en un 30,5% hi vivien nens de menys de 18 anys, en un 70,3% hi vivien parelles casades, en un 7,8% dones solteres, i en un 19,5% no eren unitats familiars. En el 17,2% dels habitatges hi vivien persones soles el 4,7% de les quals corresponia a persones de 65 anys o més que vivien soles. El nombre mitjà de persones vivint en cada habitatge era de 2,7 i el nombre mitjà de persones que vivien en cada família era de 2,98.
Per edats la població es repartia de la següent manera: un 22,8% tenia menys de 18 anys, un 8,4% entre 18 i 24, un 25,4% entre 25 i 44, un 29,5% de 45 a 60 i un 13,9% 65 anys o més.
L'edat mediana era de 41 anys. Per cada 100 dones de 18 o més anys hi havia 107 homes.
La renda mediana per habitatge era de 37.292 $ i la renda mediana per família de 51.250 $. Els homes tenien una renda mediana de 27.083 $ mentre que les dones 37.431 $. La renda per capita de la població era de 33.840 $. Aproximadament el 8,6% de les famílies i el 6,3% de la població estaven per davall del llindar de pobresa.

## Poblacions properes
El següent diagrama mostra les poblacions més properes.